# Lenka Háječková
Lenka Felbabová Háječková (Praga,18 de abril de 1978) é uma ex-jogadora de vôlei de praia checa, medalhista de ouro no Campeonato Europeu Sub-23 em 2000 e de prata em 2001, em duas oportunidades semifinalista no Campeonato Europeu de 2011 e 2012, e também no Mundial de 2011 na Itália.

## Carreira
No ano de 2000 atuou com a jogadora Marika Těknědžjanová no Campeonato Europeu Sub-23 de 2000, sediado em San Marino, tempos depois formou dupla com Michaela Maixnerová e disputaram o Campeonato Europeu Sub-23 de 2001, realiado em Esposende.
Em 2011 competia ao lado de Hana Skalníková e foi semifinalista no Campeonato Europeu de 2011 na cidade de Kristiansand e repetiram o quarto lugar no Campeonato Mundial de 2011 em Roma, assim como no Campeonato Europeu de 2012 em Scheveningen, ainda participou dos Jogos Olímpicos de Verão de 2012 em Londres.

## Títulos e resultados
- Campeonato Mundial de 2011
- Campeonato Europeu:2011 e 2012